# Zalesie (gmina Ostrów Mazowiecka)
Zalesie – wieś sołecka w Polsce położona w województwie mazowieckim, w powiecie ostrowskim, w gminie Ostrów Mazowiecka.
| SIMC    | Nazwa   | Rodzaj      |
| ------- | ------- | ----------- |
| 1065869 | Zalesie | osada leśna |

W XVI w. Zalesie było wsią szlachecką w parafii Jelonki. W 2 połowie XVII w. podatek od poddaństwa i czeladzi z dóbr Zalesie opłacili starosta nurski oraz Andrzej Mieczkowski podsędkowic, od czeladzi dworskiej i plebejskiej tak z Zalesia jak i z Seroczyna. Libiccy w książce Dwory i pałace wiejskie na Mazowszu, jako właścicieli Zalesia w XVII w. wymieniają Stanisława Brzesko, Zeleńskich (Zielińskich?) oraz Staniszewskich (którzy mieli występować jako właściciele Zalesia jeszcze w XVIII w.). W odniesieniu do w. XVII nie znajduje to jednak potwierdzenia w Indeksie pogłównego dystryktu ostrołęckiego z 1674 r. Na pewno bowiem w indeksie chodzi o omawiane Zalesie. W 1890 roku majątek należał do Kazimierza Łępickiego, Libiccy wymieniają jako właściciela prawdopodobnie błędnie Kazimierza Łęckiego. Kolejnym właścicielem był Trynos Baczyński. W następnych latach właścicielem był Józef Szczuka - ostatni przed 1945 r. prawowity właściciel; 14 listopada 1918 roku wybrany starostą powiatowym w Ostrowi Mazowieckiej. Po zakończeniu okupacji hitlerowskiej cały majątek odebrano prawowitym właścicielom w procesie nacjonalizacji i przekazano pod zarząd Państwowych Nieruchomości Ziemskich. Utworzono tu Ośrodek Postępu Rolniczego, który był wielokrotnie celem napadów uzbrojonych przeciwników władzy ludowej. 30 października 1946 roku został zamordowany w Zalesiu komunistyczny administrator majątku.
W latach 1975–1998 miejscowość należała administracyjnie do województwa ostrołęckiego.
Wierni Kościoła rzymskokatolickiego należą do parafii św. Anny w Jelonkach.